# الموت وضع بيضة (فلم)
الموت وضع بيضة (بالإيطالية: La morte ha fatto l'uovo) فيلم ايطالي تم إصداره عام 1968. من إخراج جوليو كويستي ، تأليف فرانكو آركالي ، جوليو كويستي. و بطولة جينا لولوبريجيدا ، جان لويس ترنتينيانت.

## ملخص قصة
يتطور مثلث الحب بين ثلاثة أشخاص يديرون مزرعة دجاج عالية التقنية. إنها تنطوي على آنا (التي تملك المزرعة) ، وزوجها ماركو (الذي يقتل البغايا في وقت فراغه) وغابرييلا (السكرتيرة الجميلة جداً). ماركو يواصل القتل كما تصبح الغيرة أكثر انتشارا في المزرعة.

## روابط خارجية
- الموت وضع بيضة على موقع IMDb (الإنجليزية)
- الموت وضع بيضة على موقع روتن توميتوز (الإنجليزية)
- الموت وضع بيضة على موقع ألو سيني (الفرنسية)
- الموت وضع بيضة على موقع Turner Classic Movies (الإنجليزية)
- الموت وضع بيضة على موقع أول موفي (الإنجليزية)
- الموت وضع بيضة على موقع فيلمافينيتي (الإسبانية)
- الموت وضع بيضة على موقع قاعدة بيانات الأفلام السويدية (السويدية)
- الموت وضع بيضة على موقع قاعدة بيانات الفيلم (الإنجليزية)
- الموت وضع بيضة على موقع ليتربوكسد (الإنجليزية)
- الموت وضع بيضة على موقع كينوبويسك (الروسية)